# Modi'in Illit
Modi'in Illit (in ebraico  מודיעין עילית ‎?, lett. "Modi'in Superiore") è un insediamento israeliano ai piedi delle montagne della Giudea, a metà strada tra Gerusalemme e Tel Aviv. È spesso definita come Kiryat Sefer (lett. "la Città del Libro"), il nome del nucleo originario.

## Storia
Le sue prime case sono state completate nel 1994. Come il suo nome implica, Modi'in Illit è un sobborgo di Modi'in. Il consiglio comunale di Modi'in Illit città è stato dato il 7 marzo 2008, da Aluf Gadi Shamni.
La comunità internazionale considera gli insediamenti israeliani in Cisgiordania illegali secondo il diritto internazionale umanitario, anche se il governo israeliano lo contesta.